# Thermenbahn
| Streckennummer (ÖBB): | 167 01 (Wiener Neustadt Hbf–Fehring) |                                                     |                                                     |
| Kursbuchstrecke (ÖBB): | 520                                  |                                                     |                                                     |
| Streckenlänge: | 77 km                                |                                                     |                                                     |
| Spurweite: | 1435 mm (Normalspur)                 |                                                     |                                                     |
| Minimaler Radius: | 118 m                                |                                                     |                                                     |
| Streckengeschwindigkeit: | 80 km/h                              |                                                     |                                                     |
| |                                      |                                                     |                                                     |
| \| \| \| Steirische Ostbahn \| \| \| \| 0,0 \| Fehring \| 261 m ü. A. \| \| \| \| Steirische Ostbahn \| \| \| \| 4,2 \| Hatzendorf ehemals Bahnhof \| 269 m ü. A. \| \| \| 6,7 \| Tiefenbach (11. Dezember 2005 aufgelassen) \| 286 m ü. A. \| \| \| 13,2 \| Söchau \| 266 m ü. A. \| \| \| 16,3 \| Übersbach \| 265 m ü. A. \| \| \| \| Anschluss Firma Kohl GmbH \| \| \| \| \| Anschluss Firma Nidec \| \| \| \| 20,1 \| Fürstenfeld \| 271 m ü. A. \| \| \| \| Anschluss Lagerhaus und Firma voestalpine \| \| \| \| \| Anschluss ehemalige Austria Tabak, aufgelassen \| \| \| \| \| Feistritz \| \| \| \| 27,2 \| Bierbaum \| 260 m ü. A. \| \| \| \| Lokalbahn nach Neudau, abgetragen \| \| \| \| 30,3 \| Bad Blumau ehemals Bahnhof \| 265 m ü. A. \| \| \| 34,3 \| Leitersdorf (11. Dezember 2005 aufgelassen) \| 283 m ü. A. \| \| \| 36,6 \| Bad Waltersdorf ehemals Bahnhof \| 291 m ü. A. \| \| \| 38,9 \| Sebersdorf \| 297 m ü. A. \| \| \| 42,1 \| Geiseldorf (11. Dezember 2005 aufgelassen) \| 303 m ü. A. \| \| \| 44,3 \| Buch (11. Dezember 2005 aufgelassen) \| 309 m ü. A. \| \| \| \| A2 Süd Autobahn \| \| \| \| 49,9 \| Hartberg \| 329 m ü. A. \| \| \| \| Anschluss Fa. Wechselgau und Laktoprot, aufgelassen \| \| \| \| 54,5 \| St. Johann in der Haide \| 371 m ü. A. \| \| \| 57,9 \| Lungitz-Wagendorf aufgelassen \| 403 m ü. A. \| \| \| 62,3 \| Grafendorf \| 448 m ü. A. \| \| \| 65,1 \| Lafnitz aufgelassen \| 466 m ü. A. \| \| \| 68,2 \| Lafnitz (230 m) \| Lafnitz (230 m) \| \| \| 68,7 \| Rohrbach-Vorau \| 469 m ü. A. \| \| \| \| Burggrabenviadukt (100 m) \| \| \| \| \| Talbergbachviadukt (118 m) \| \| \| \| 73,9 \| Dechantskirchen ehemals Bahnhof \| 530 m ü. A. \| \| \| \| Pinkatalbahn \| \| \| \| 77,4 \| Friedberg (Steiermark) \| 551 m ü. A. \| \| \| \| Wechselbahn \| \| |                                      |                                                     |                                                     |
| Strecke |                                      | Steirische Ostbahn                                  | Steirische Ostbahn                                  |
| Bahnhof | 0,0                                  | Fehring                                             | 261 m ü. A.                                         |
| Abzweig geradeaus und nach rechts |                                      | Steirische Ostbahn                                  | Steirische Ostbahn                                  |
| Haltepunkt / Haltestelle | 4,2                                  | Hatzendorf ehemals Bahnhof                          | 269 m ü. A.                                         |
| ehemaliger Haltepunkt / Haltestelle | 6,7                                  | Tiefenbach (11. Dezember 2005 aufgelassen)          | 286 m ü. A.                                         |
| Bahnhof | 13,2                                 | Söchau                                              | 266 m ü. A.                                         |
| Haltepunkt / Haltestelle | 16,3                                 | Übersbach                                           | 265 m ü. A.                                         |
| Abzweig geradeaus und nach links |                                      | Anschluss Firma Kohl GmbH                           | Anschluss Firma Kohl GmbH                           |
| Abzweig geradeaus und von rechts |                                      | Anschluss Firma Nidec                               | Anschluss Firma Nidec                               |
| Bahnhof | 20,1                                 | Fürstenfeld                                         | 271 m ü. A.                                         |
| Abzweig geradeaus und von rechts |                                      | Anschluss Lagerhaus und Firma voestalpine           | Anschluss Lagerhaus und Firma voestalpine           |
| Abzweig geradeaus und ehemals nach links |                                      | Anschluss ehemalige Austria Tabak, aufgelassen      | Anschluss ehemalige Austria Tabak, aufgelassen      |
| Brücke über Wasserlauf |                                      | Feistritz                                           | Feistritz                                           |
| Bahnhof | 27,2                                 | Bierbaum                                            | 260 m ü. A.                                         |
| Abzweig geradeaus und ehemals nach rechts |                                      | Lokalbahn nach Neudau, abgetragen                   | Lokalbahn nach Neudau, abgetragen                   |
| Haltepunkt / Haltestelle | 30,3                                 | Bad Blumau ehemals Bahnhof                          | 265 m ü. A.                                         |
| ehemaliger Haltepunkt / Haltestelle | 34,3                                 | Leitersdorf (11. Dezember 2005 aufgelassen)         | 283 m ü. A.                                         |
| Haltepunkt / Haltestelle | 36,6                                 | Bad Waltersdorf ehemals Bahnhof                     | 291 m ü. A.                                         |
| Bahnhof | 38,9                                 | Sebersdorf                                          | 297 m ü. A.                                         |
| ehemaliger Haltepunkt / Haltestelle | 42,1                                 | Geiseldorf (11. Dezember 2005 aufgelassen)          | 303 m ü. A.                                         |
| ehemaliger Haltepunkt / Haltestelle | 44,3                                 | Buch (11. Dezember 2005 aufgelassen)                | 309 m ü. A.                                         |
| Strecke mit Straßenbrücke |                                      | A2 Süd Autobahn                                     | A2 Süd Autobahn                                     |
| Bahnhof | 49,9                                 | Hartberg                                            | 329 m ü. A.                                         |
| Abzweig geradeaus und von links |                                      | Anschluss Fa. Wechselgau und Laktoprot, aufgelassen | Anschluss Fa. Wechselgau und Laktoprot, aufgelassen |
| Haltepunkt / Haltestelle | 54,5                                 | St. Johann in der Haide                             | 371 m ü. A.                                         |
| ehemaliger Haltepunkt / Haltestelle | 57,9                                 | Lungitz-Wagendorf aufgelassen                       | 403 m ü. A.                                         |
| Bahnhof | 62,3                                 | Grafendorf                                          | 448 m ü. A.                                         |
| ehemaliger Haltepunkt / Haltestelle | 65,1                                 | Lafnitz aufgelassen                                 | 466 m ü. A.                                         |
| Brücke über Wasserlauf | 68,2                                 | Lafnitz (230 m)                                     | Lafnitz (230 m)                                     |
| Bahnhof | 68,7                                 | Rohrbach-Vorau                                      | 469 m ü. A.                                         |
| Brücke über Wasserlauf |                                      | Burggrabenviadukt (100 m)                           | Burggrabenviadukt (100 m)                           |
| Brücke über Wasserlauf |                                      | Talbergbachviadukt (118 m)                          | Talbergbachviadukt (118 m)                          |
| Haltepunkt / Haltestelle | 73,9                                 | Dechantskirchen ehemals Bahnhof                     | 530 m ü. A.                                         |
| Abzweig geradeaus und von rechts |                                      | Pinkatalbahn                                        | Pinkatalbahn                                        |
| Bahnhof | 77,4                                 | Friedberg (Steiermark)                              | 551 m ü. A.                                         |
| Strecke |                                      | Wechselbahn                                         | Wechselbahn                                         |

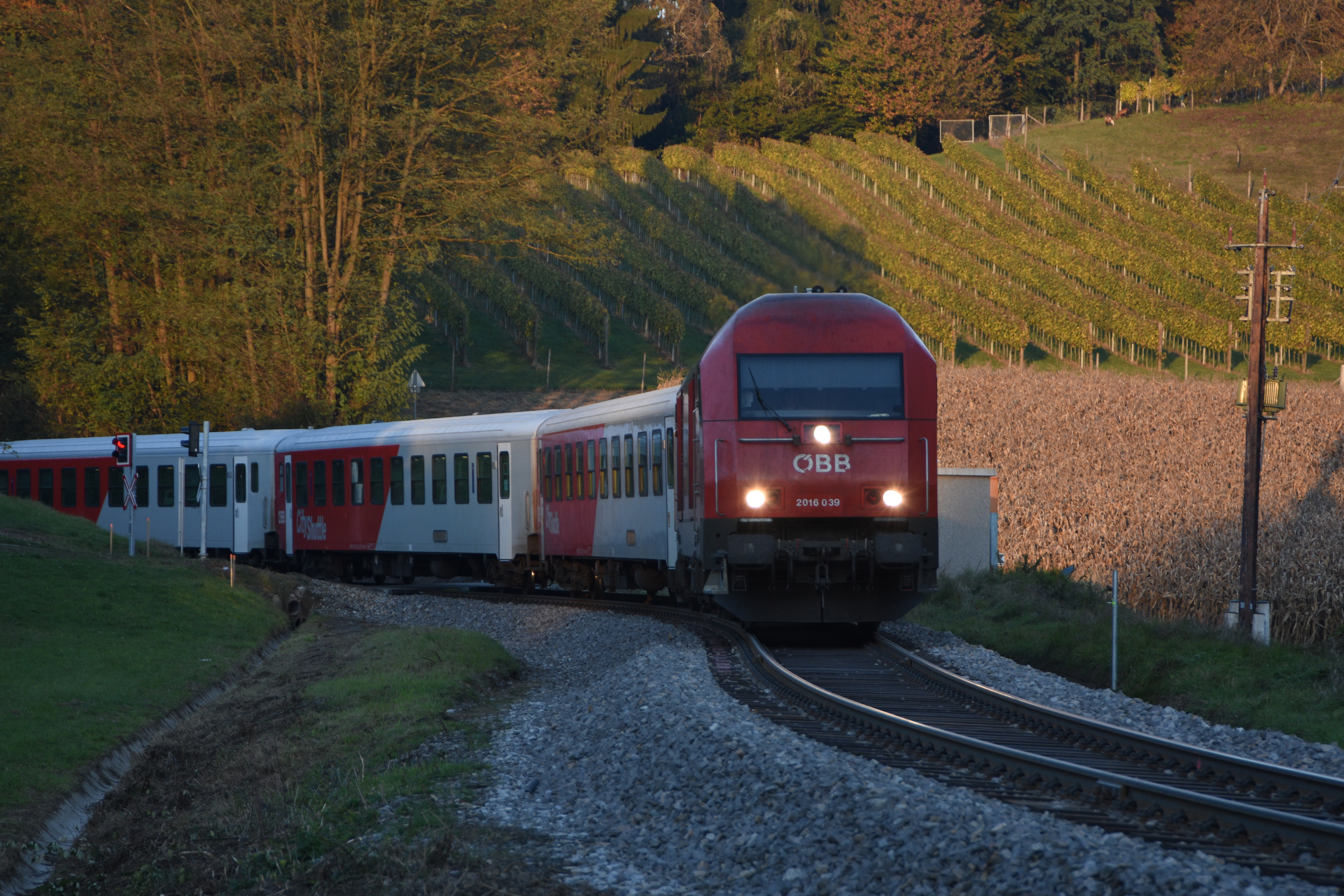
Ein Wendezug Richtung Fehring schlängelt sich den Söchauer Berg hinauf

Die Thermenbahn ist eine von den ÖBB-Infrastruktur (ÖBB Infra) betriebene Eisenbahnstrecke in der Steiermark und führt durch das Oststeirische Hügelland. Sie schließt in Friedberg (Steiermark) an die Wechselbahn und die Pinkatalbahn an und führt über Hartberg und Fürstenfeld nach Fehring, wo sie auf die Steirische Ostbahn trifft.

## Name
Der Name, unter dem die Bahnstrecke heute vermarktet wird, leitet sich von den zahlreichen Thermen in der Oststeiermark ab, an denen die Bahn vorbeiführt. Diese befinden sich in Sebersdorf, Bad Waltersdorf, Bad Blumau und Bad Loipersdorf.

## Trassierung
Die Thermenbahn nimmt in Fehring ihren Ausgang, wo sie in einem weiten Linksbogen von der Steirischen Ostbahn und dem Raabtal in das weite Grazbachtal Richtung Hatzendorf abzweigt. Nunmehr dem Tiefenbach folgend, erklimmt sie über die „Tiefenbacher Schleife“ den Höhenrücken zwischen Rittscheintal und Grazbachtal mittels des sogenannten Söchauer Berges. Dieser Streckenabschnitt wurde beim Bau der Lokalbahn zwar vergleichsweise kostengünstig, aber für heutige Verhältnisse sehr nachteilig trassiert: Mindestradien von 118 m und eine Steigung von bis zu 30 Promille beschränken die Höchstgeschwindigkeit 40 km/h. Ursprünglich war hier sogar der Bau eines Tunnels geplant, von dem jedoch aufgrund des unsicheren Bodens abgesehen wurde.
Nach Erreichen von Söchau im breiten Rittscheintal wechselt die Thermenbahn nach dem Bahnhof Fürstenfeld mit einer kurzen Gefällestrecke das Hochufer hinab ins Feistritztal. Der breite Talboden wird gequert, kurz die Lafnitz tangiert und bei Bierbaum das Safental erreicht, dem nunmehr sanft ansteigend bis Hartberg teils parallel zur Südautobahn gefolgt wird. Wegen der zahlreichen unbeschrankten Bahnübergänge sind trotz der geradlinigen Trassenführung nur 80 km/h Höchstgeschwindigkeit erlaubt. Von Hartberg aus geht es Richtung Osten über den Höhenrücken zwischen Safen- und Lungitztal bei St. Johann in der Haide in Letzteres. Im Lungitztal gelangt die Thermenbahn an dessen Westabhang nun bis Grafendorf Bahnhof auf die Riedelhöhe und wechselt nördlich davon auf den westlichen Höhenzug des Lafnitztales. Bei Rohrbach wird das Lafnitztal mittels einer etwa 40 m hohen Fischbauchbrücke (im Volksmund „Zeilbrücke“ genannt) überspannt, sodass die Linie am Westhang des Limbachtales Thalberg streift und hernach – mittels Querung mehrerer vom Wechselstock abfallender Bachtäler – in den Bahnhof Friedberg (Steiermark) mündet.
Die Ursprungsplanung hatte dabei eine deutlich kostengünstigere Linienführung ab St. Johann in der Haide weiter an der Westflanke des Lafnitztales vorgesehen, die etwa bei Dechantskirchen in die finale Ausführung gemündet hätte.

## Geschichte
Die Bahnstrecke wurde in vier Abschnitten in Betrieb genommen. Den ersten Abschnitt stellte die Lokalbahn Fehring–Fürstenfeld dar, die am 1. Oktober 1885 ihren Betrieb aufnahm. Am 19. Oktober 1891 wurde sie bis Hartberg verlängert und zusätzlich die Lokalbahn Bierbaum–Neudau als abzweigende Strecke in Betrieb genommen. Der Lückenschluss bis Friedberg fand am 15. Oktober 1905 statt.

### Lokalbahn Fehring–Fürstenfeld
Die Oststeiermark gehörte bezüglich der Verkehrserschließung lange Zeit zu den „vergessenen“ Regionen. Bereits 1854 war die Südbahn fertiggestellt, und bald darauf waren andere Bahnlinien im Land gebaut worden. Doch die Oststeiermark blieb vorerst ausgeklammert. Fürstenfeld wollte die projektiere Graz-Raaber-Bahn von Gleisdorf über Ilz nach St. Gotthard geführt wissen und wurde dabei von Hartberg unterstützt. Die kommissionelle Begehung fand Ende November 1868 statt, doch infolge der Einsprüche der Stadt Feldbach wurde die Ungarische Westbahn durch das Raabtal gebaut und in ihrer Gesamtlänge am 1. Mai 1873 eröffnet.

Streckenverlauf

In dieser Zeit legte das Konsortium Wimpffen-Schwarz der Regierung das Eisenbahnprojekt Wien–Wiener Neustadt–Hartberg–Fürstenfeld–Gleichenberg–Bad Radkersburg–Pettau–Agram(–Thessaloniki) vor, das die Vorkonzession erhielt. Mit der Annahme des Gesetzes über die sogenannte Wien–Novi-Bahn am 17. Mai 1873 schien der Erfüllung der Wünsche der Oststeirer nichts mehr im Wege zu stehen, doch durch den „Großen Krach“ brach das Projekt zusammen. Realisiert wurde von dieser hochfliegend geplanten Verbindung lediglich die ebenfalls lokalen Charakter tragende Aspangbahn in Niederösterreich.
Dem jahrelangen Bemühen der Interessenten aus dem Umfeld der Grazer Handelskammer ist es zu danken, dass das Bahnstück Fehring–Fürstenfeld zustande kam und das Komité 1882 eine erste Bewilligung für Vorarbeiten erhielt. Am 2. Juli 1884 wurde schließlich die Konzession erteilt und am 22. Februar 1885 fand die konstituierende Generalversammlung der den Bahnbau finanzierenden Actiengesellschaft der Localbahn Fehring-Fürstenfeld statt. Der Bau ging relativ rasch vonstatten, so dass die Strecke bereits am 1. Oktober 1885 im Beisein von Handelsminister von Pino und Landeshauptmann Graf Wurmbrand eröffnet werden konnte. Von Anfang an war eine spätere Verknüpfung mit der Aspangbahn über den Wechsel vorgesehen.
Zur Betriebsaufnahme wurden seitens der Lokalbahn AG zwei Lokomotiven der kkStB-Baureihe 96 bei der Lokomotivfabrik Krauss & Comp. beschafft, von denen ursprünglich je eine in Fehring und Fürstenfeld beheimatet war.

### Der Bahnbau Fürstenfeld–Hartberg

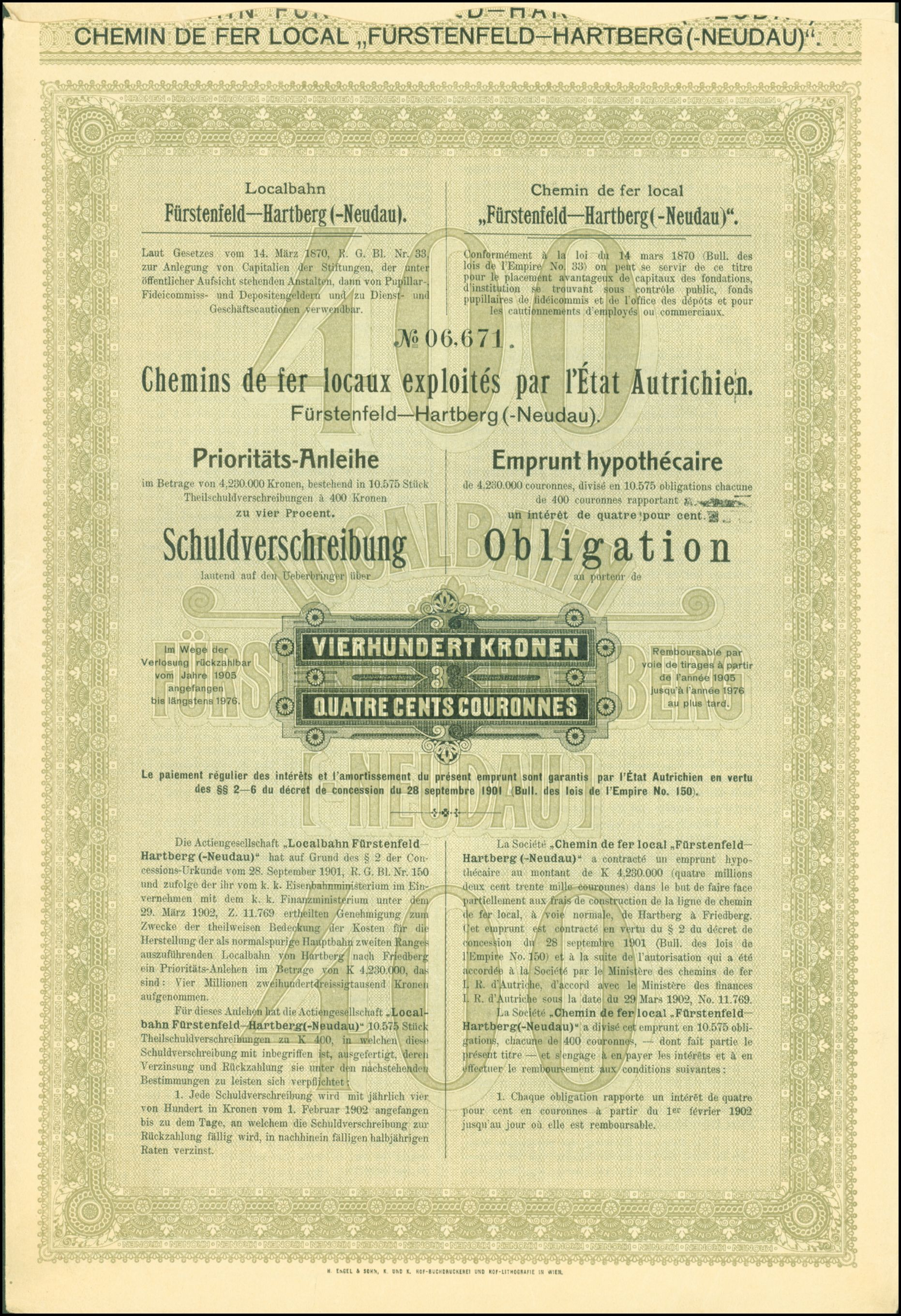
Schuldverschreibung der Localbahn Fürstenfeld-Hartberg (-Neudau) von 1901

Schon im April 1885 wurde eine Begehung der Trasse bis Hartberg mit einer Abzweigung von Bierbaum nach Neudau durchgeführt. Letztere war als Pferdebahn vorgesehen. Der Weiterbau der Bahn wurde besonders von der Landwirtschaftsgesellschaft gefordert, von der wieder besonders die Filiale Vorau drängte, da die nächste Bahnstation fast zehn Stunden entfernt sei und nahezu alle anderen Gebiete des Landes eine Bahn durchziehe. Nach langen Bemühungen gelang es den Konzessionären Josef Ressavar, Dr. Leopold Link und Josef Sutter in Verbindung mit den Bauunternehmungen Lukrits und Rzizek eine Anzahl Beitragsleistungen seitens der Interessenten, in erster Linie des Landes und der Regierung, zu sichern.
Die Bezirks- und Gemeindevertreter von Hartberg hat für das Zustandekommen dieser Bahn eine Summe von 85.000 Gulden, und zwar 65.000 Gulden in Stammaktien und 20.000 Gulden in Prioritätsaktien, votiert. Ferner bewilligte der Steiermärkische Landtag in seiner Sitzung am 12. Jänner 1886 zum Bau der normalspurigen Lokalbahn Fürstenfeld–Hartberg durch das Safental einen Betrag von 200.000 Gulden. Das Anlagenkapital betrug 1.846.000 Gulden, zerlegt in 9.230 Aktien, lautend à 200 Gulden Nominale, und bestand aus 3.290 Stück Prioritätsaktien 1. Kategorie, 3.750 Stück Prioritätsaktien 2. Kategorie und 2.190 Stück Stammaktien, wovon 1.250 Stück vom Land und die übrigen Aktien den Bezirken und Städten Hartberg und Fürstenfeld und von den übrigen Interessenten übernommen wurden. Die effektiven Baukosten inklusive Intercalarzinsen, Reservefonds und die Kosten für die Escomptierung des Staatsbeitrages, der erst in fünf Jahresraten flüssig wurde, betrug 1.813.000 Gulden.
Am 22. Juli 1890 wurde schließlich die Konzessionsurkunde zugunsten von Ressavar, Sutter und Dr. Link für die als normalspurige Lokalbahn auszuführende Lokomotiveisenbahn von Fürstenfeld nach Hartberg mit einer Abzweigung von Bierbaum über Burgau nach Neudau ausgestellt. Der Bau wurde den Unternehmen Lukrits, Rzizek und Union-Baugesellschaft übertragen, die ihn innerhalb von Jahresfrist beendeten. Vom 21. Oktober bis Ende Oktober 1890 erfolgte die politische Begehung der Bahntrasse. Noch bis Spätherbst 1890 wurden die Arbeiten bis Sebersdorf abgeschlossen. Der Bau wurde erst nach dieser Begehung in Angriff genommen. Der strenge und lange Winter hat in den ersten Monaten des Jahres den Baufortschritt wesentlich behindert. Im Frühjahr 1891 wurde die Arbeit fortgesetzt – und früher als geplant fertiggestellt. Schon in der zweiten Hälfte Juli 1891 kam die erste Baulokomotive nach Hartberg.
Inzwischen wurde auch die Aktienausgabe der Unternehmer bzw. Konzessionäre von den kompetenten Behörden genehmigt, sodass auch die finanzielle Seite des Unternehmens geklärt war. Am 10. Oktober 1891 fanden die Proben und Revisionen des Baues statt, sodass ab 19. Oktober 1891 dann endlich die „vergessenen Lande“ an die Welt angeschlossen waren.

### Lokalbahn Hartberg–Friedberg
Schon 1891 befassten sich Ingenieure mit der Trassierung der Bahnlinie von Hartberg über Friedberg und den Wechsel nach Aspang. Der Hartberger Abgeordnete Hagenhofer engagierte sich in zahlreichen Reden und Anträgen für den Bau der Wechselbahn. Es sollte aber noch Jahre dauern, bis es zur Durchführung des Projektes kam.
1901 sanktionierte der Kaiser die Gesetzesvorlage für den Bau der Strecke. Mit der Bauleitung wurde der Hartberger k.k. Oberbaurat Ferdinand Leiß betraut, Baubeginn war am 10. Oktober 1903. Die feierliche Eröffnung mit dem ersten Personenzug fand am 15. Oktober 1905 statt. Die Kosten beliefen sich für den Bau auf 4.040.000 Kronen. Den Betrieb führten die k.k. Staatsbahnen.
Mit der Eröffnung der Wechselbahn am 11. Oktober 1910 konnte der Lückenschluss nach Niederösterreich und in Richtung Wien vollzogen werden, womit die heutige Thermenbahn zu einer zweiten (wenn auch langsameren) Eisenbahnverbindung mit Graz abseits der privaten Südbahn avancierte. 

### Weitere Entwicklung
Obwohl von längerer Strecke als die Südbahn, verkehrten über die Thermenbahn stets durchgehende Züge bzw. Kurswagen von Wien Südbahnhof nach Fehring und Graz, die noch in den 1990er Jahren als Eilzug „Der Oststeirer“ verkehrten und dem Verkehr in die Kurorte der Oststeiermark dienten. Die private Eisenbahn Wien-Aspang (EWA) setzte ab 1921 auch durchlaufende Wagen sowie einen Speisewagen und bis Hartberg ihren Dampftriebwagen EWA DT 101 ein.
Später wurden die durchgehenden und teilweise sogar bis Bad Gleichenberg geführten Eilzüge mit den Dieseltriebwagen Baureihen ÖBB 5145 und 5046 geführt.

#### 100-Jahr-Feier
Ein Sonderzug befuhr die Strecke von Wien Südbahnhof über Aspang nach Hartberg und retour, wobei 600 Teilnehmer im Zug waren. Der Zug bestand aus einer 52.4984 + 17c372 + zehn zweiachsigen grünen Spantenwagen, einem zweiachsigen Heurigenwagen und einem vierachsigen Buffetwagen. Festakte wurden an allen anliegenden Bahnhöfen gefeiert. Insgesamt waren etwa 5.000 Besucher bei den Feierlichkeiten anwesend.

## Aktuell

### Güterverkehr

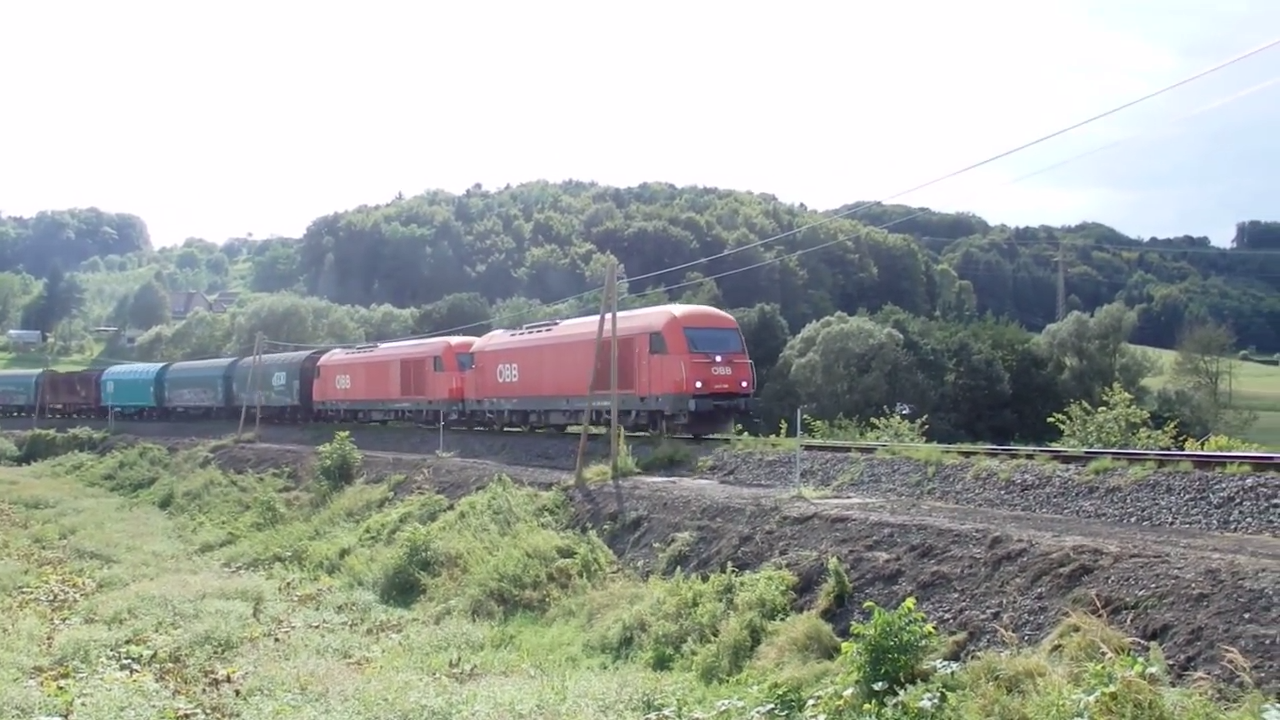
Güterzug mit 2016er-Tandem in der Tiefenbacher Schleife

Die Bedeutung des Güterverkehres auf der Strecke hat im Laufe der frühen 2000er Jahre weitgehend abgenommen. Während zwischen Fehring und Fürstenfeld noch vereinzelt Verschubgüterzüge unterwegs sind, werden in nördlicher Richtung erst wieder in Rohrbach-Vorau Wagen beigestellt und Richtung Wiener Neustadt abtransportiert. Mehrmals monatlich erfolgt noch der Transport von Transformatoren aus Weiz über die Thermenbahn nach Wien. Ansonsten sind Güterzüge auf der Thermenbahn nur noch im Zuge von Umleitungen anzutreffen.
Der letzte planmäßig verkehrende, durchgehende Güterzug fuhr zuletzt Ende 2017. Er transportierte von Montag bis Samstag Autoteile von Gleisdorf nach Bratislava und hatte in der Regel eine stattliche Länge von 400 bis 500 Metern, wodurch seine Trasse nur in den Nachtstunden angelegt werden konnte, da Zugkreuzungen auf der Thermenbahn nicht möglich waren. Im Jahr 2017 wurde er zum Bedarfszug und ist seither nicht mehr gefahren. Die Trasse wurde jedoch 2021 vom Besteller verlängert.

### Personenverkehr

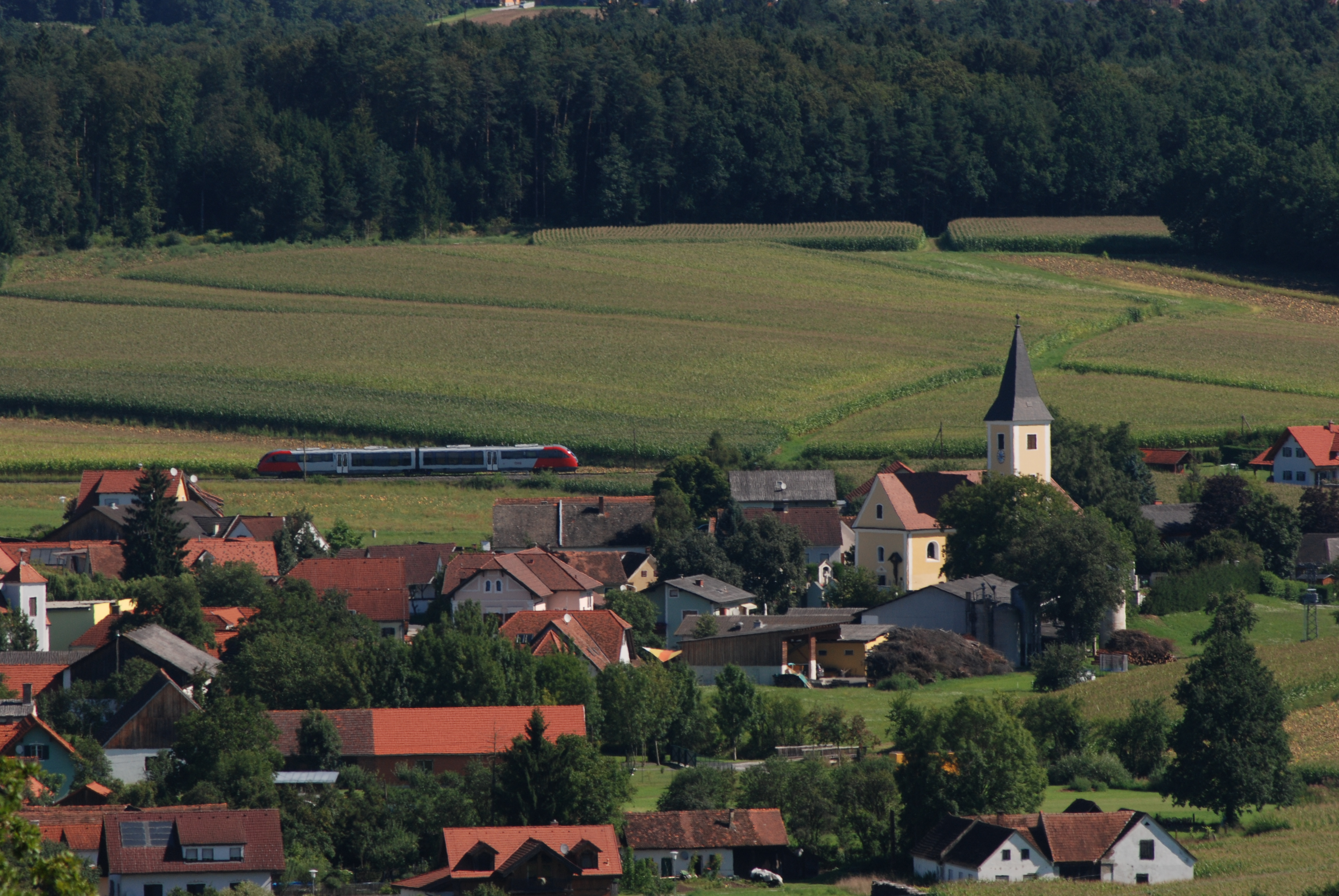
ÖBB 5022 bei Übersbach

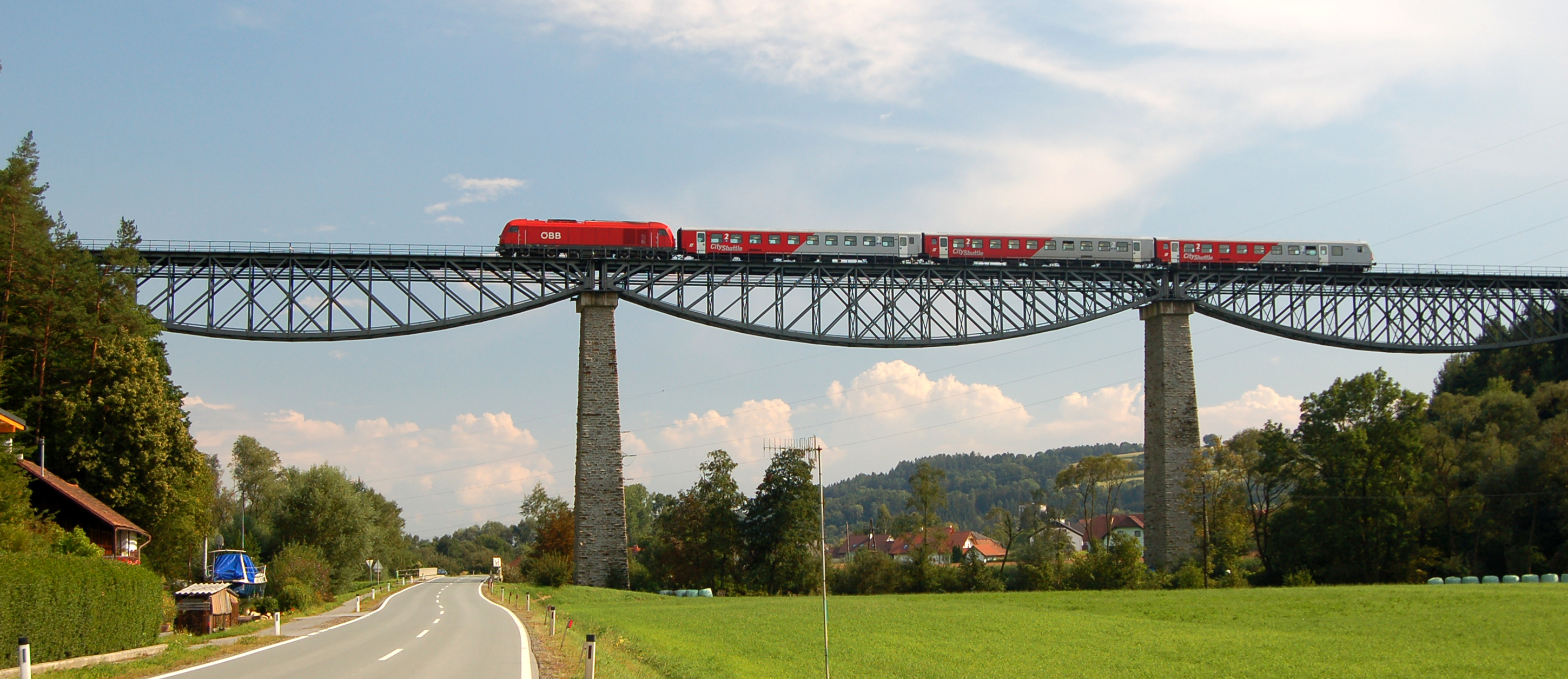
Rh 2016 mit einem Wendezug auf der Zeilbrücke bei Rohrbach

Als gegen 2010 die Lokomotiven ÖBB 2043 und ÖBB 2143 sowie die österreichweit eingesetzten Schlierenwagen von der Thermenbahn verschwanden, waren fortan lediglich noch Loks der Reihe 2016, CRD-Wagen und Triebwagen der Reihe 5022 anzutreffen.
Etwa zeitgleich mit der Einstellung des Personenverkehrs auf der Pinkatalbahn verschwanden auch die direkten Züge Wien – Fehring (– Graz) Stück für Stück und wurden bis 2014 abgesehen von einem Zugpaar an Sonn- und Feiertagen (REX 2741 Wien Meidling – Fehring, REX 2772 Fehring – Wien Hbf) komplett eingestellt. Man setzte seither, ausgenommen bei diesem Zugpaar, bei dem ein CityShuttle-Wendezug zum Einsatz kam, nur noch auf Siemens-Triebwagen der Reihe 5022. Auch der Fahrplan wurde damals ausgedünnt. Erstmals mit Fahrplanwechsel am 15. Dezember 2019 wurde wieder ein zweiter Zug bis nach Wien verlängert und zeitgleich eine Taktlücke geschlossen.
2019 gab das Land Steiermark bekannt, dass für den Fortbestand des Personenverkehrs über 2028 hinaus die Strecke von den ÖBB saniert werden müsse. Vom Land geforderte Maßnahmen sind Verbesserungen bei Bahnhöfen und bei der Linienführung sowie die Auflassung oder technische Sicherung der Eisenbahnkreuzungen. Dieser Ankündigung folgten Proteste aus der Bevölkerung und Teilen, welche sich unter anderem in einer Petition äußerten. Im Jahr 2020 wurden die Mittel für die Modernisierung der Strecke gesichert, wobei das Land 12 Millionen der insgesamt 50 Millionen Investitionssumme übernimmt.
Ohne Vorankündigung verfügten die Österreichischen Bundesbahnen zum Fahrplanwechsel 2024 ein Verbot des Einsatzes der CRD-Wendezüge über den Söchauer Berg. Als Grund stellte sich heraus, dass die Wagengarnituren eigentlich einen Mindestradius von 150 m benötigen und dementsprechend ein Einsatz auf dem weitaus engere Kurvenradien aufweisenden Streckenstück über Jahrzehnte unzulässig war. Die Zugläufe werden nun in Fürstenfeld gebrochen, womit auch der durchgehende Verkehr nach Fehring endete, auf diesem Streckenstück werden nun ausschließlich die Triebwagen der Baureihe 5022 eingesetzt.

## Bildgalerie

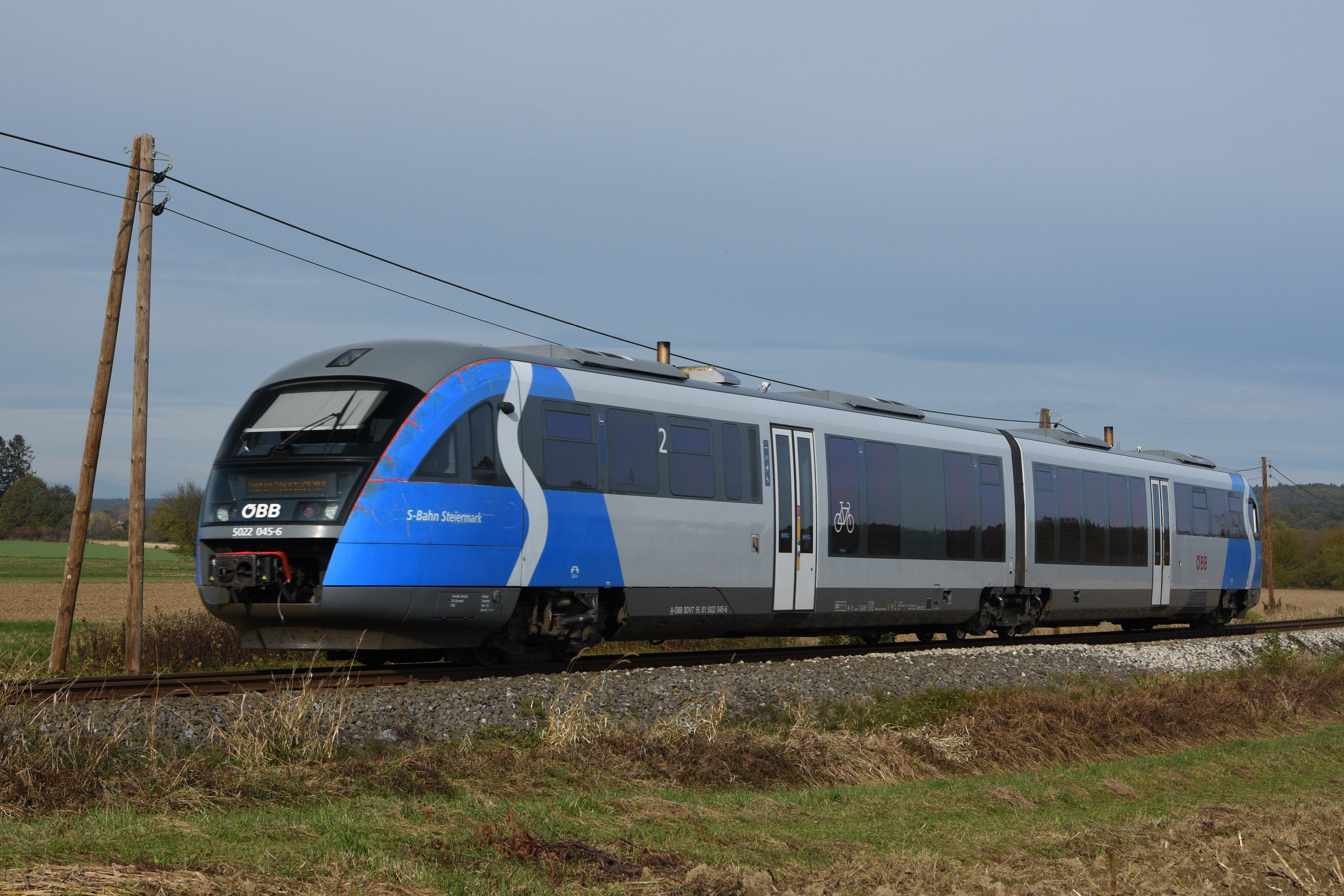
Ein Triebwagen der Reihe 5022 bei Fürstenfeld
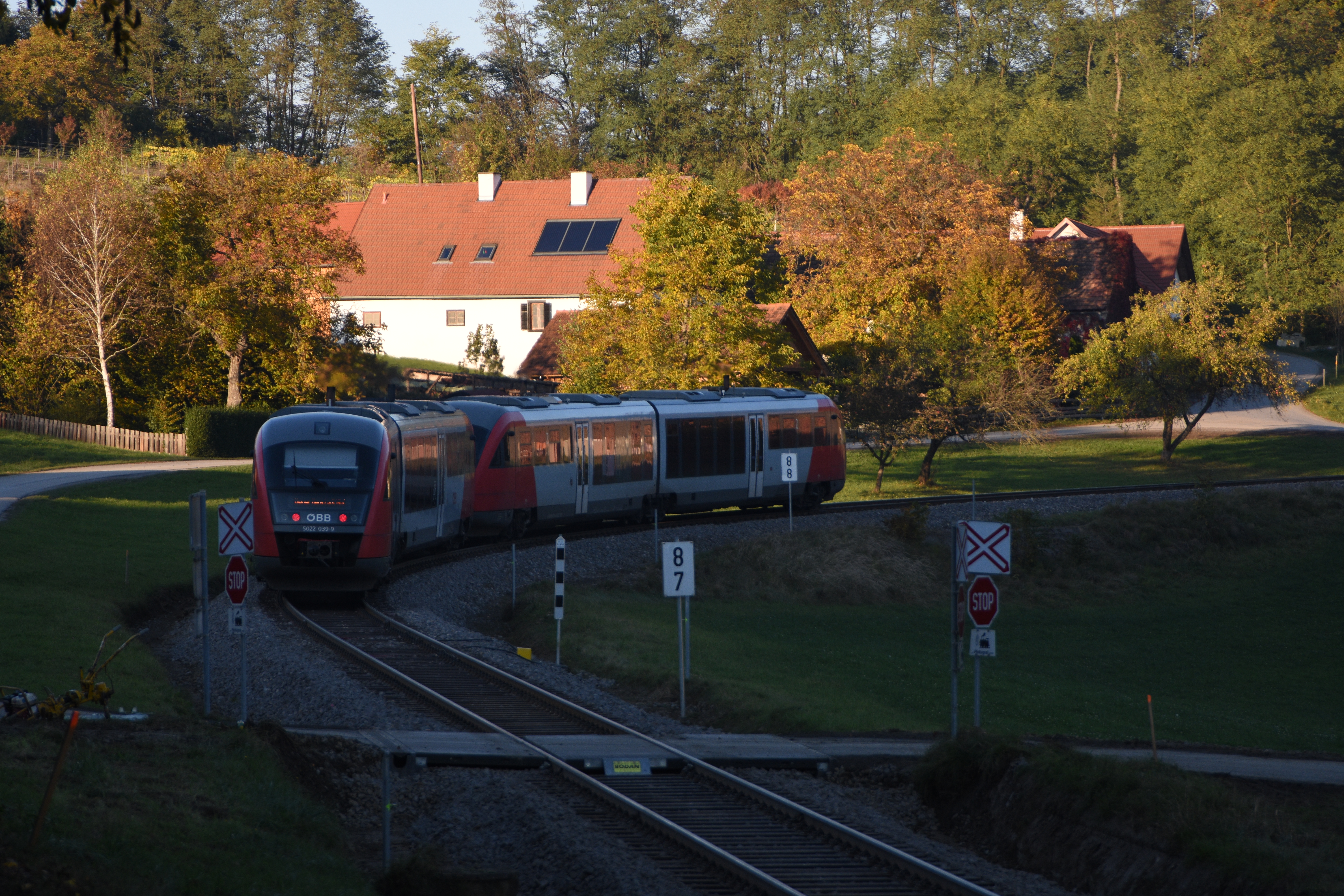
5022er-Tandem am Söchauer Berg
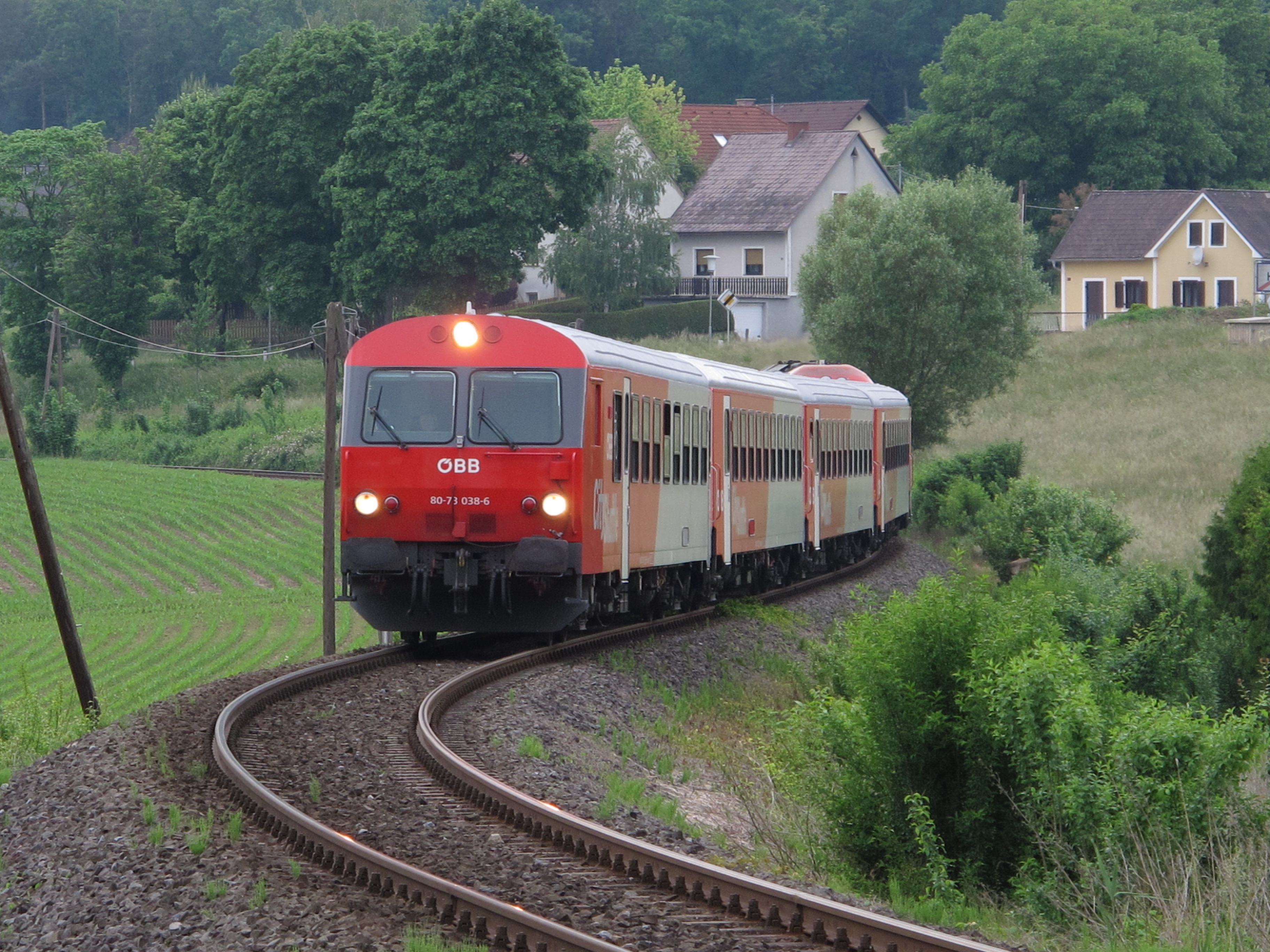
Wendezug bei Übersbach
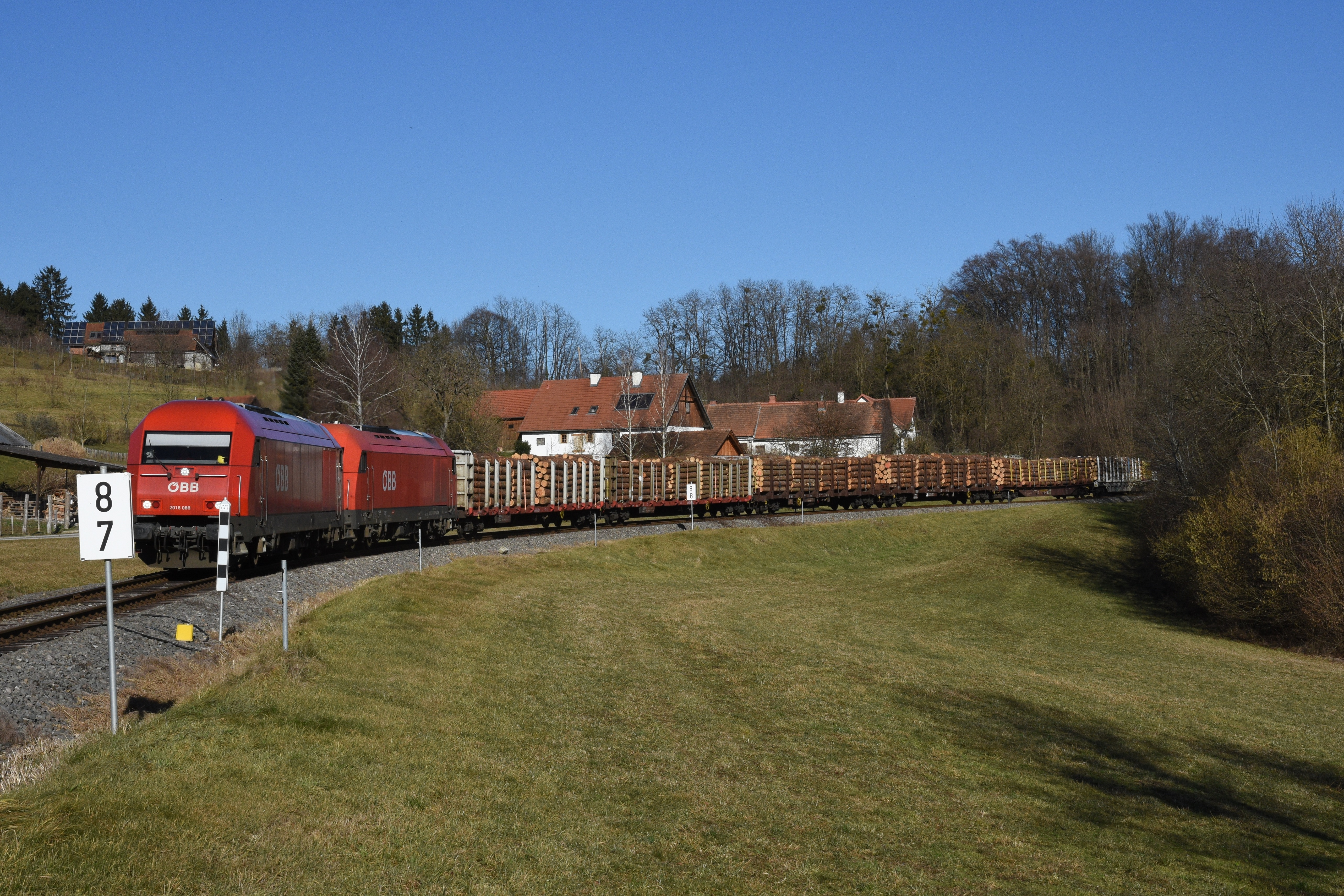
Güterzug mit zwei ÖBB 2016 bei Ödgraben
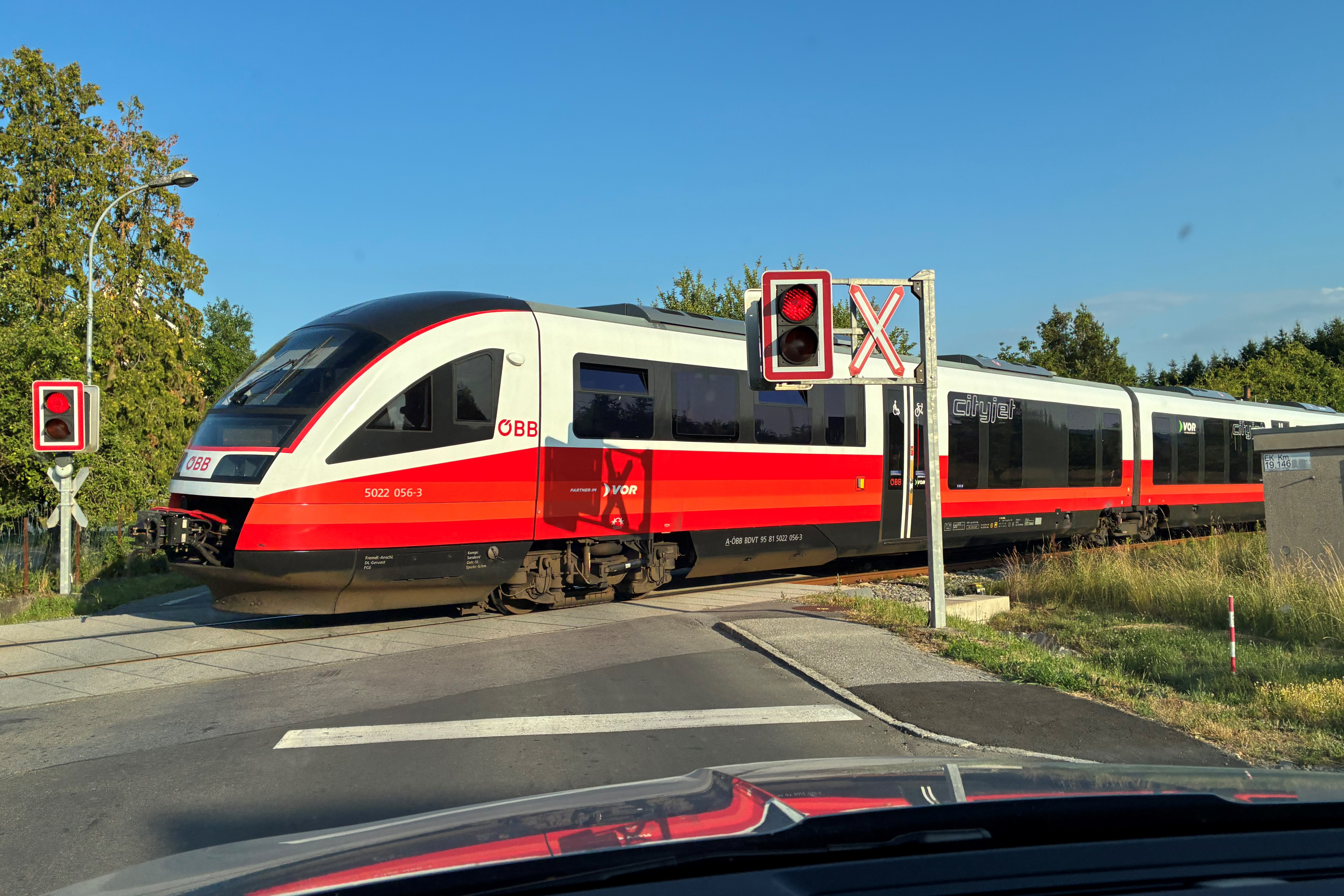
Ein ÖBB 5022 von Fehring in Fürstenfeld